# Bandjoun
Bandjoun è la capitale del dipartimento di Koung-Khi, in Camerun. È la principale città dei Bamiléké.